# Irish League 1909/1910
Dvacátý ročník Irish League (1. irské fotbalové ligy) se konal za účasti osmy klubů. Titul získal podruhé ve své klubové historii Cliftonville FC.